# KSK
El Mando de Fuerzas Especiales (en alemán: Kommando Spezialkräfte), generalmente conocido por su acrónimo KSK, es una unidad especial de la Bundeswehr compuesta únicamente por soldados de élite o más sobresalientes, escogidos uno a uno dentro de las distintas ramas del ejército alemán. Su sede principal está situada en la ciudad de Calw, estado federado de Baden-Wurtemberg. Es parte de la DSO (Division Spezielle Operationen) o División de Operaciones Especiales y Tácticas del ejército alemán, que también incluye a la Luftbrigade 26 y la Luftbrigade 31. Fue modelada a imagen y perfección del Special Air Service (SAS) británico.

## Historia
Previamente a la creación de la KSK por orden del parlamento federal alemán, Alemania había puesto poco énfasis en operaciones especiales más allá de la fuerza policial y de inteligencia GSG9 debido a las restricciones impuestas por la OTAN hacia Alemania luego de la Segunda Guerra Mundial. El catalizador para su creación fue el hecho de que durante el genocidio en Ruanda de 1994, los ciudadanos alemanes en ese país tuvieron que ser evacuados por paracaidistas belgas. Esto generó una crítica internacional y malestar entre el pueblo alemán que se vio forzado a tener que depender de la OTAN. El primer comandante de la unidad fue el general de brigada Fred Schulz.
Oficialmente la KSK comenzó su existencia el 20 de septiembre de 1996 y se reportó lista para operaciones en abril de 1997. La KSK sólo puede ser utilizada con la autorización del parlamento alemán. La única excepción es la existencia de peligro inminente para ciudadanos alemanes; en tal caso el parlamento debe convenir a la máxima brevedad posible. Las operaciones de la KSK se mantienen en el más estricto secreto. Los nombres y caras de sus miembros, con la excepción del comandante de la unidad, no son revelados. Sus éxitos y sus pérdidas son también guardados en secreto. Esto generó gran controversia cuando la revista Der Spiegel publicó un artículo en el que se especulaba que la unidad había perdido más de 100 miembros en combates en Afganistán. Esto fue luego categóricamente desmentido. Sólo se sabe con certeza que la KSK ha operado en los Balcanes y Afganistán durante varios años junto a las fuerzas especiales estadounidenses como los Delta Force y la SAS británica. El 7 de diciembre de 2004, el presidente de los Estados Unidos George Bush le concedió a la unidad, que entre octubre de 2001 y marzo de 2002 había participado en operaciones conjuntas en el sur de Afganistán, la "Citación Presidencial" (Presidential Unit Citation) por "extraordinario valor, adaptabilidad y agresivo espíritu de lucha en combate contra un enemigo terrorista traicionero bien equipado, entrenado" ("Outstanding courage, resourcefulness, and aggressive fighting spirit in combat against a well equipped, well trained and treacherous terrorist enemy“).
En junio de 2020, la ministra de Defensa alemana Annegret Kramp-Karrenbauer anunció la disolución de parte de la unidad por sus vínculos con la extrema derecha. Se encontraron armas y explosivos en la propiedad de un soldado del destacamento. Según distintas fuertes, el material provendría de la propia Bundeswehr.

## Misión
- Rescate y liberación de ciudadanos alemanes y otras personas, en situaciones especiales en el extranjero.
- Obtención de información en regiones de crisis y conflicto.
- Protección de personas en situaciones especiales.
- Protección a distancia.
- Misiones de reconocimiento.
- Lucha contra el terrorismo.
- Conducción de guerra asimétrica.
- Captura de personas en el extranjero que presentan peligro. Ej.: criminales de guerra.
- Operaciones encubiertas.
- Asistencia y apoyo militar a países extranjeros.
- Operaciones militares detrás de líneas enemigas.

## Organización
La KSK es una fuerza de voluntarios con aproximadamente 1.100 elementos, la mayoría en las áreas de comunicaciones y logística. Las mujeres no pueden pertenecer a los pelotones de combate, pero sí a los ámbitos de comunicaciones, logística y mando.
Hay cuatro compañías de combate, con aproximadamente 100 elementos cada una. Están divididas en cinco pelotones:
- 1.er pelotón: Inserción terrestre.
- 2.º pelotón: Inteligencia, Inserción vertical (aire).
- 3.er pelotón: Anfibios.
- 4.º pelotón: Montaña / Operaciones polares.
- 5.º pelotón: Reconocimiento y operaciones de francotirador y contrafrancotirador.

La unidad básica de combate es la Kommandotrupp (KdoTrp), que consiste en cuatro elementos especializados en armas, ingeniería de combate, comunicación y primeros auxilios. Por lo general esta unidad es liderada por el elemento más experimentado con el rango de Hauptfeldwebel o sargento mayor. De ser necesario, la unidad puede también incluir un especialista en idiomas. Si la operación requiere de varios Kommandotrupp, el líder sería un oficial o Kommandooffizier (KdoOffz), que tiene exactamente el mismo entrenamiento que los demás soldados. El mando de las operaciones está en manos del Kommando Führung Operationen von Spezialkräften (KdoFOSK) desde el centro de operaciones en Geltow, cerca de Potsdam.

## Reclutamiento y entrenamiento
Inicialmente, solamente militares de carrera podían presentarse para ser miembros de la KSK. Desde el año 2005 el reclutamiento está abierto a conscriptos y civiles. De los aspirantes a la tropa se espera como mínimo:

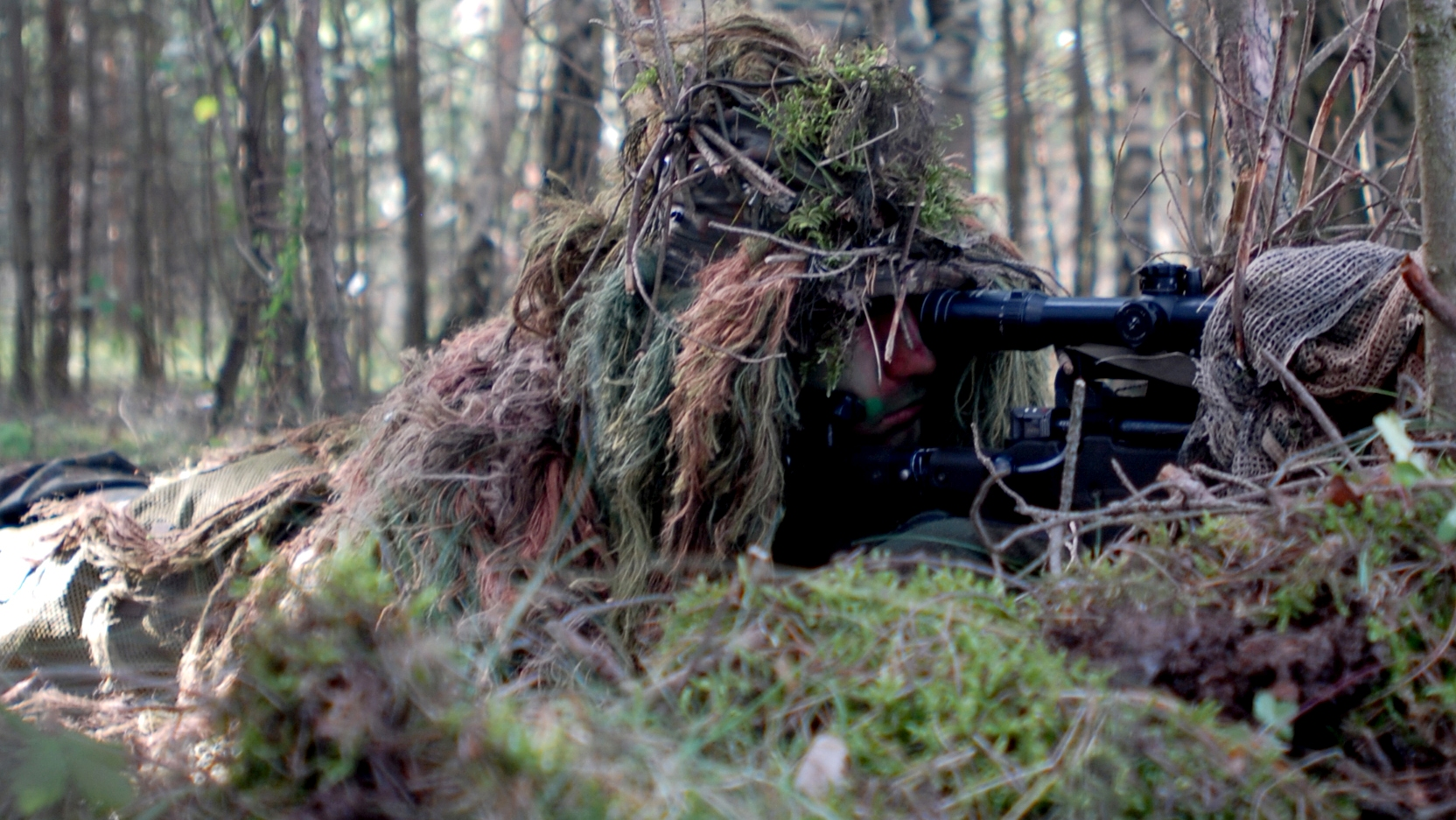
Un miembro de la KSK practicando con su fusil de francotirador

- Capacidad y dureza física extraordinaria.
- Capacidad para trabajar en equipo.
- Deseo de aprender.
- Fortaleza psíquica y de voluntad.
- Estabilidad mental.
- Alta capacidad de responsabilidad, inteligencia y discreción.
- Vivir de forma ordenada en la sociedad.

La selección de los miembros se efectúa en dos fases. La primera dura tres semanas y prueba la condición física y psicológica de los aspirantes. Solo el 50% de los aspirantes logran completar esta fase. La segunda fase dura tres meses y prueba los límites de la resistencia física de los aspirantes. Tienen que sobrevivir a una carrera a campo traviesa de 90 horas por la Selva Negra. Los que superan este reto, tienen luego que hacer un curso de escape y evasión de tres semanas, llamado Curso de supervivencia de combate, en el centro de entrenamiento en Pfullendorf. Finalmente toman parte en cursos en la guarnición de la tropa en Calw. Solo del 8% al 10% de los aspirantes superan esta segunda fase.
Los aspirantes que son aceptados tienen luego que entrenarse durante dos o tres años en una especialización. Por lo general los miembros de la KSK entrenan 250 días al año. Los lugares donde se entrenan son los siguientes:
- Austria - Montaña
- Noruega - Polar
- El Paso - Desierto
- Belice - Jungla
- Arizona - Paracaidismo
- San Diego - Anfibio
- Canadá - Francotiradores

La guarnición en Calw cuenta con un moderno centro de tiro donde se pueden simular distintas condiciones atmosféricas y situaciones, por medio de computadora. Aquí es donde se practican las situaciones de rescate.

## Armamento

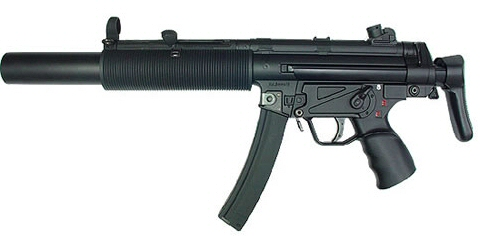
HK MP5.

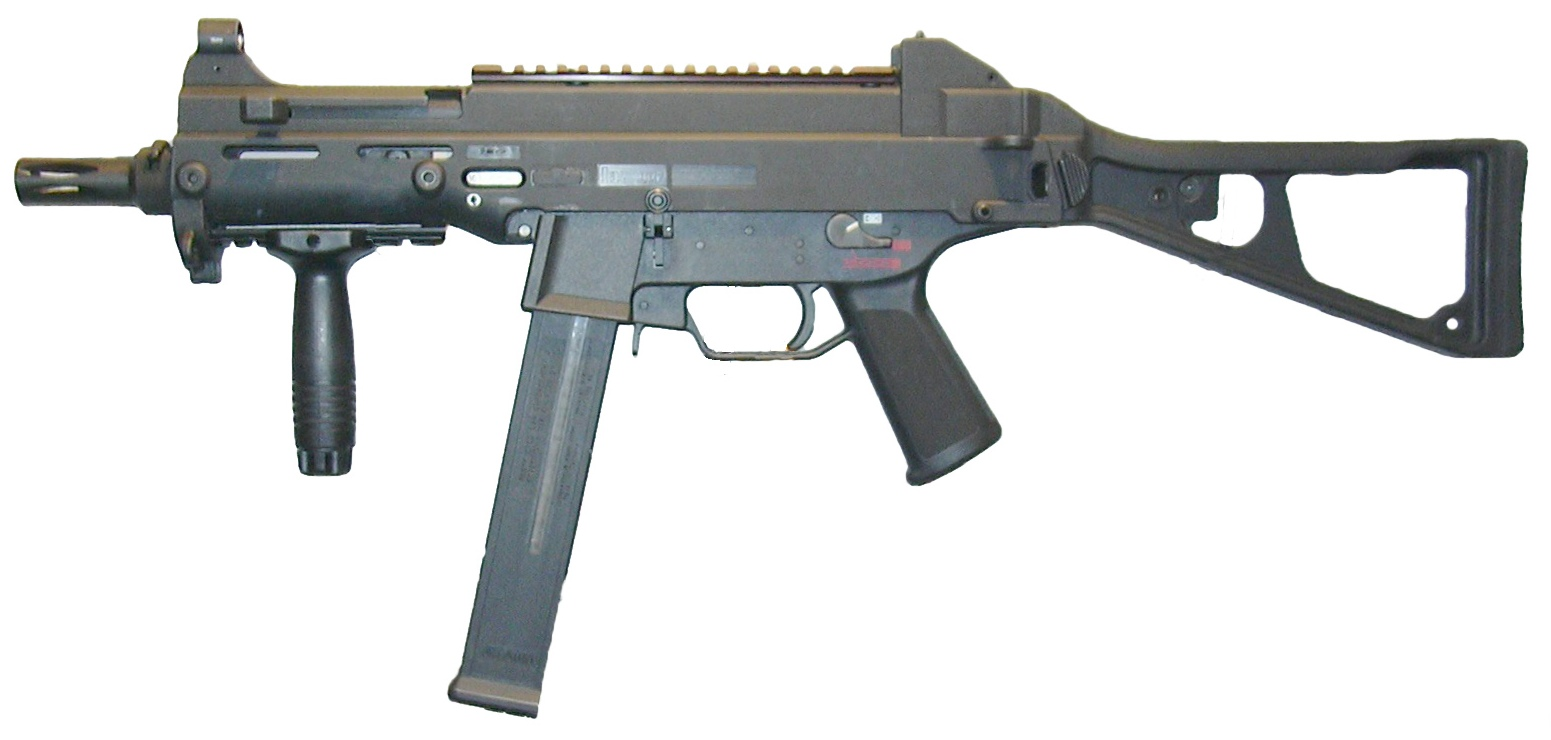
HK UMP.

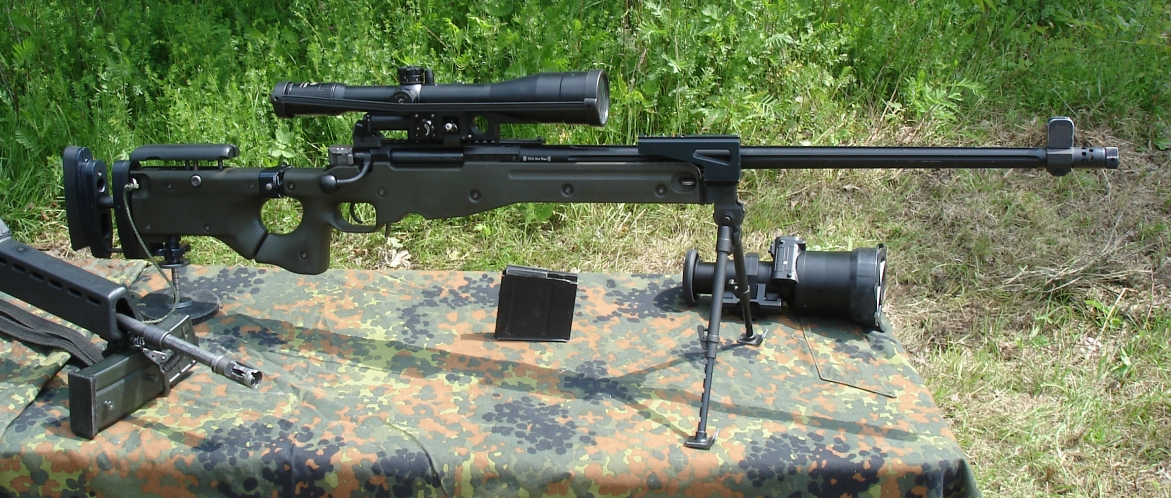
G22.

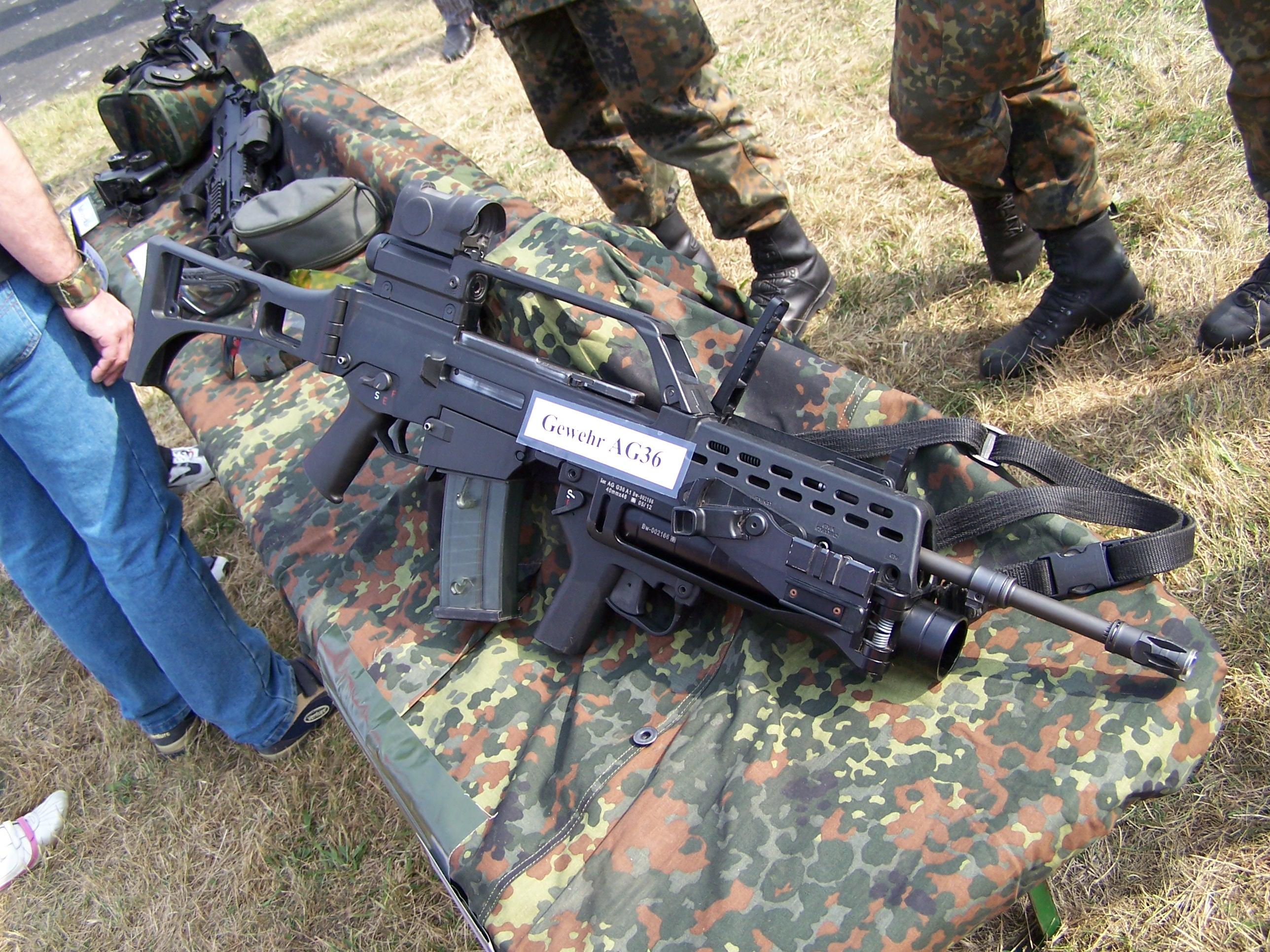
Fusil G36 A2 con lanzagranadas AG36.

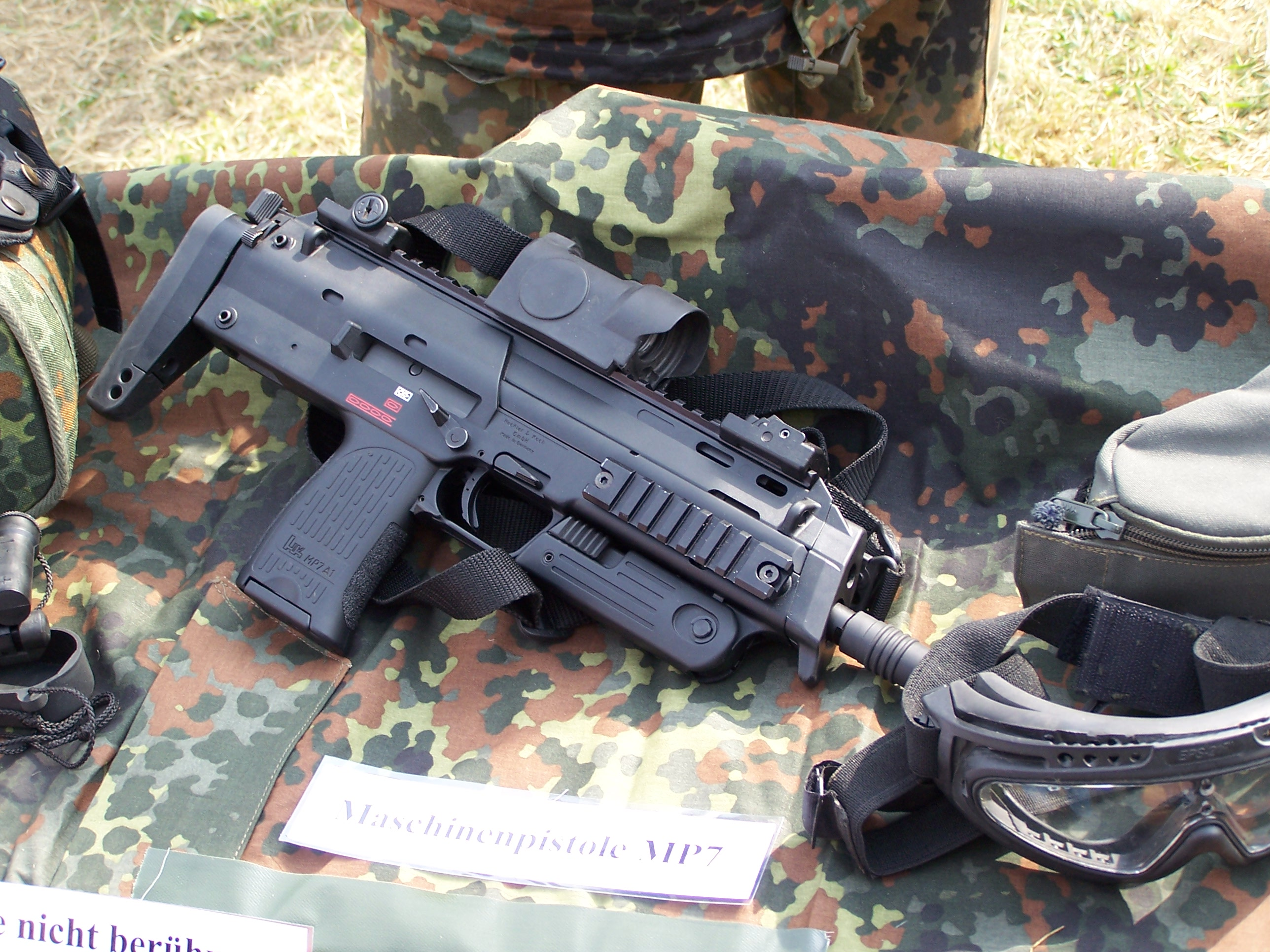
MP7.

La KSK tiene prioridad en armamento dentro de la Bundeswehr y sólo es equipada con lo último de la tecnología alemana y extranjera. Fue la primera tropa en equiparse con el fusil de asalto Heckler & Koch G36 y sus subsecuentes modificaciones. Otro armamento usado por la KSK es:
- H&K P8 - pistola semiautomática
- H&K USP Tactical - pistola semiautomática
- H&K MP5 - subfusil
  - En varias versiones incluyendo las H&K MP5K y MP5SD.
- H&K MP7 - subfusil
- H&K UMP - subfusil
- H&K G3 - fusil de asalto
- H&K G36 - fusil de asalto
  - En varias versiones incluyendo la G36C. Puede ser equipado con el lanzagranadas AG36.
- H&K 416 - fusil de asalto
  - Puede ser equipado con el lanzagranadas AG36.
- G22 - fusil de francotirador - fusil de francotirador G22A2
- G24 - fusil de francotirador
- H&K PSG-1 - fusil de francotirador
- H&K MG4 - ametralladora ligera
- H&K 21 - ametralladora de propósito general
- Rheinmetall MG 3 - ametralladora de propósito general
- Remington 870 - escopeta
- FIM-92 Stinger - sistema de defensa aérea portátil
- Panzerfaust 3 - granada propulsada por cohete
- MILAN - misil antitanque
- H&K GMG - lanzagranadas automático

## Comandantes
| Nombre                                      | Comienzo de servicio    | Fin de servicio          |
| ------------------------------------------- | ----------------------- | ------------------------ |
| General de Brigada Hans-Christoph Ammon     | 29 de junio de 2007     | ---                      |
| General de Brigada Rainer Hartbrod          | 18 de agosto de 2005    | 29 de junio de 2007      |
| General de Brigada Carl-Hubertus von Butler | 14 de noviembre de 2003 | 18 de agosto de 2005     |
| General de Brigada Reinhard Günzel          | 1 de noviembre de 2000  | 31 de noviembre de 2003  |
| General de Brigada Hans-Heinrich Dieter     | 1 de octubre de 1998    | 31 de noviembre de 2000  |
| General de Brigada Fred Schulz              | 1 de octubre de 1996    | 30 de septiembre de 1998 |